# 존 로비츠
존 러비츠(Jon Lovitz, 영어 발음: /ˈlʌvɪts/, 1957년 7월 21일 ~ )는 미국의 배우, 희극인이다.

## 출연 작품

### 영화
- 쓰리 아미고 (1986)
- 빅 (1988)
- 그들만의 리그 (1992)
- 해피니스 (1998)
- 스몰 타임 크룩스 (2000)
- 노 브레인 레이스 (2001)
- 캣츠 앤 독스 (2001)
- 프로듀서스 (2005)
- 몬스터 호텔 (2012)
- 몬스터 호텔 2 (2015)

### 텔레비전
- 새터데이 나이트 라이브 (1985-92)
- 심슨 가족 (1991-현재)
- 사인펠드 (1995)
- 프렌즈 (1995, 2003)